# Heinrich Uetzfeld
Heinrich Uetzfeld (* 22. Juli 1906 in Berlin; † 24. Februar 1941 im KZ Dachau) war ein deutscher Politiker (SPD/SAP), Gewerkschafter und Widerstandskämpfer gegen den Nationalsozialismus.

## Leben

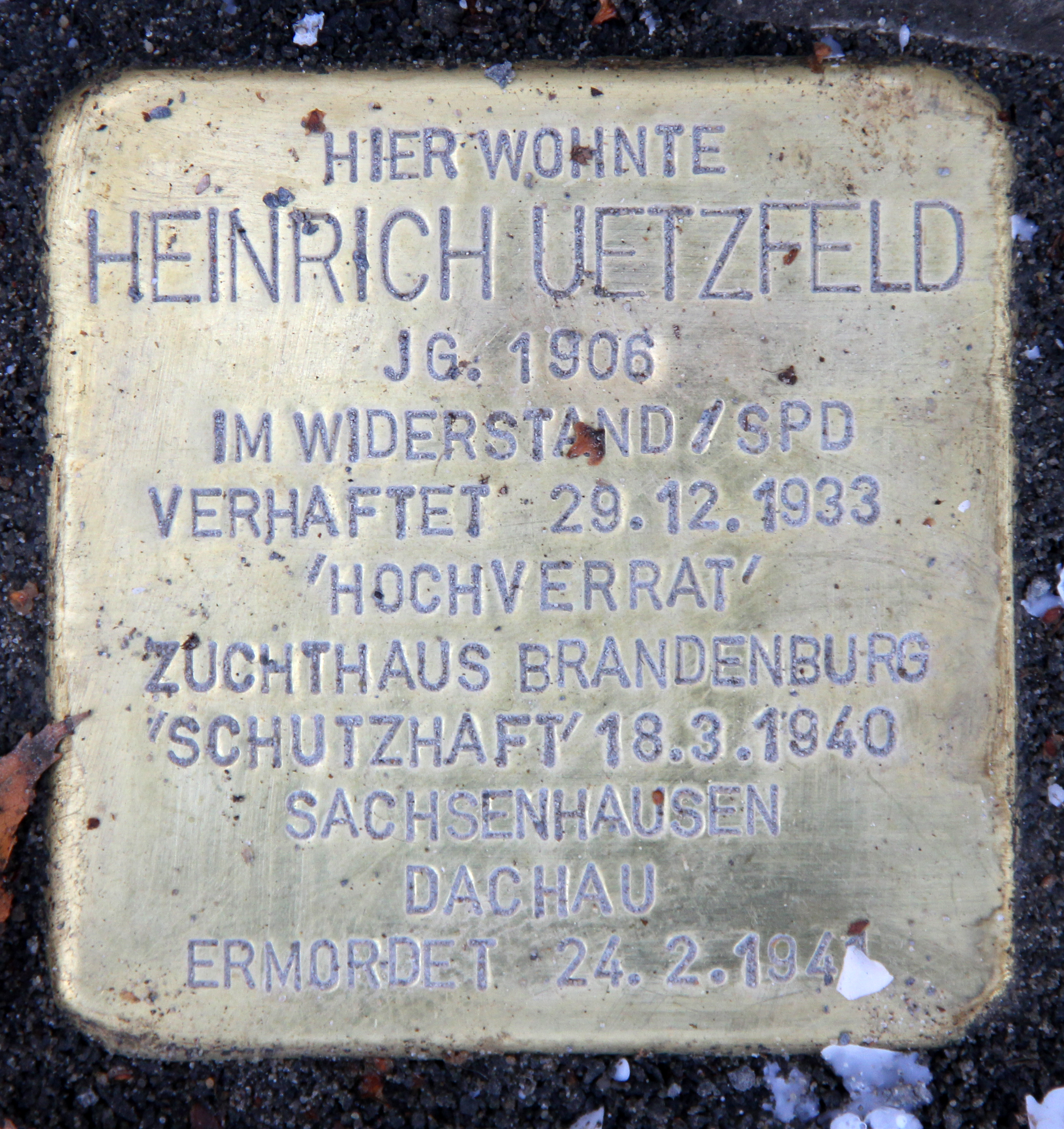
Stolperstein, Parchimer Allee 7, in Berlin-Britz

Uetzfeld, von Beruf Maschinenbauer, war seit 1922 Mitglied im Deutschen Metallarbeiter-Verband (DMV) und seit 1925 Mitglied der SPD. Er war Funktionär des DMV in Berlin. In Opposition zur SPD-Führung schloss er sich der im Herbst 1931 gegründeten Sozialistischen Arbeiterpartei Deutschlands (SAP) an und gehörte bald zu ihren führenden Funktionären in Berlin.
Nach der „Machtergreifung“ durch die Nationalsozialisten 1933 übernahm Uetzfeld wichtige Aufträge der Führung seiner Partei. Er reiste durch viele Gegenden Deutschlands, suchte seine SAP-Mitglieder in anderen Städten auf und besprach mit ihnen die Fortführung der politischen Arbeit. Er stand auch in Verbindung zu Maria Grollmuß. Uetzfeld beteiligte sich an der Organisation von Solidaritätsaktionen für politische Gefangene und an der Verbreitung der aus dem Ausland eingeschleusten Zeitung der SAP, Neue Front.

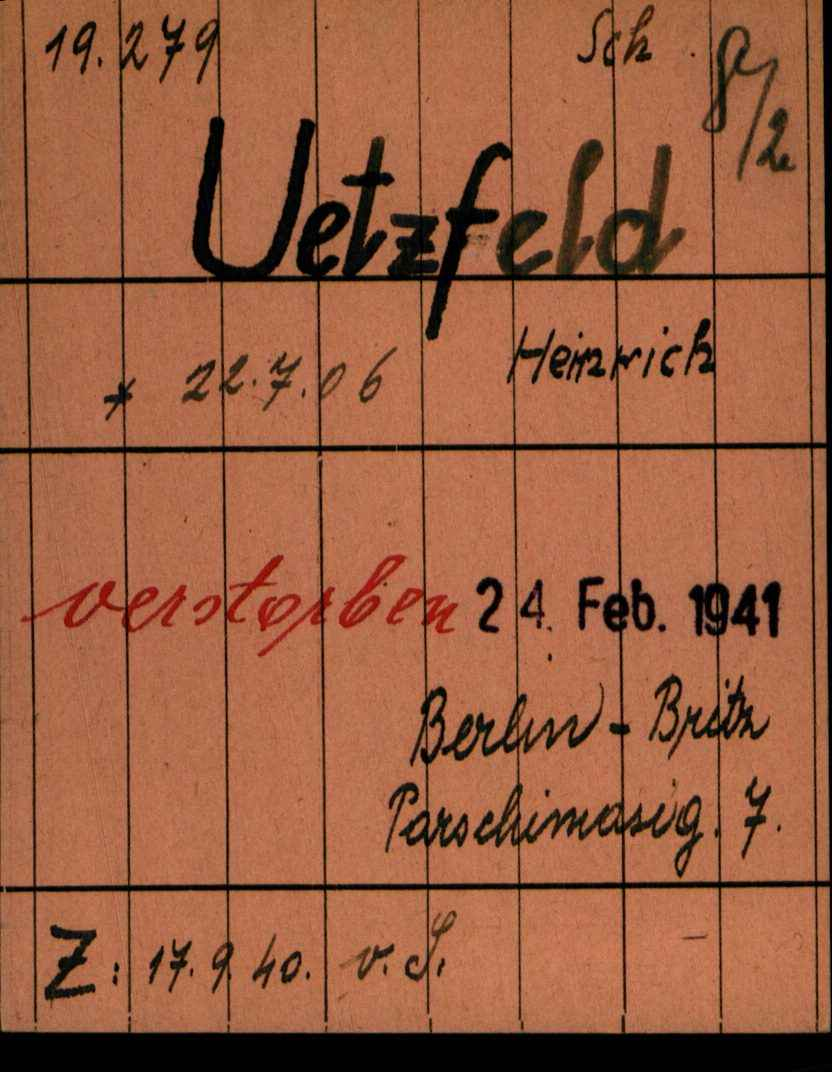
Registrierungskarte von Heinrich Uetzfeld als Gefangener im nationalsozialistischen Konzentrationslager Dachau

Ende Dezember 1933 wurde Uetzfeld verhaftet. Am 14. April 1934 verurteilte das Kammergericht Berlin Uetzfeld zu vier Jahren Zuchthaus. Das Kammergericht warf Uetzfeld und dem Mitangeklagten Alexander Zimmermann vor, „durch ihre Tätigkeit die auf gewaltsamen Umsturz gerichteten Ziele der von Seydewitz geleiteten Parteigruppe unterstützt“ zu haben, einer illegalen Partei, die zum Sturz der NS-Regierung aufrufe und für „die Aufrichtung der sozialistischen Republik unter Führung des Proletariats“ kämpfe. 1937 wurde Uetzfeld entlassen, aber im März 1940 erneut festgenommen und in das KZ Dachau verbracht. Hier erlag Uetzfeld nach einem knappen Jahr den erlittenen Folterungen.

## Ehrung
Am 29. November 2013 wurde vor seinem ehemaligen Wohnort, Berlin-Britz, Parchimer Allee 7, ein Stolperstein verlegt.